# Matanza de la población José María Caro

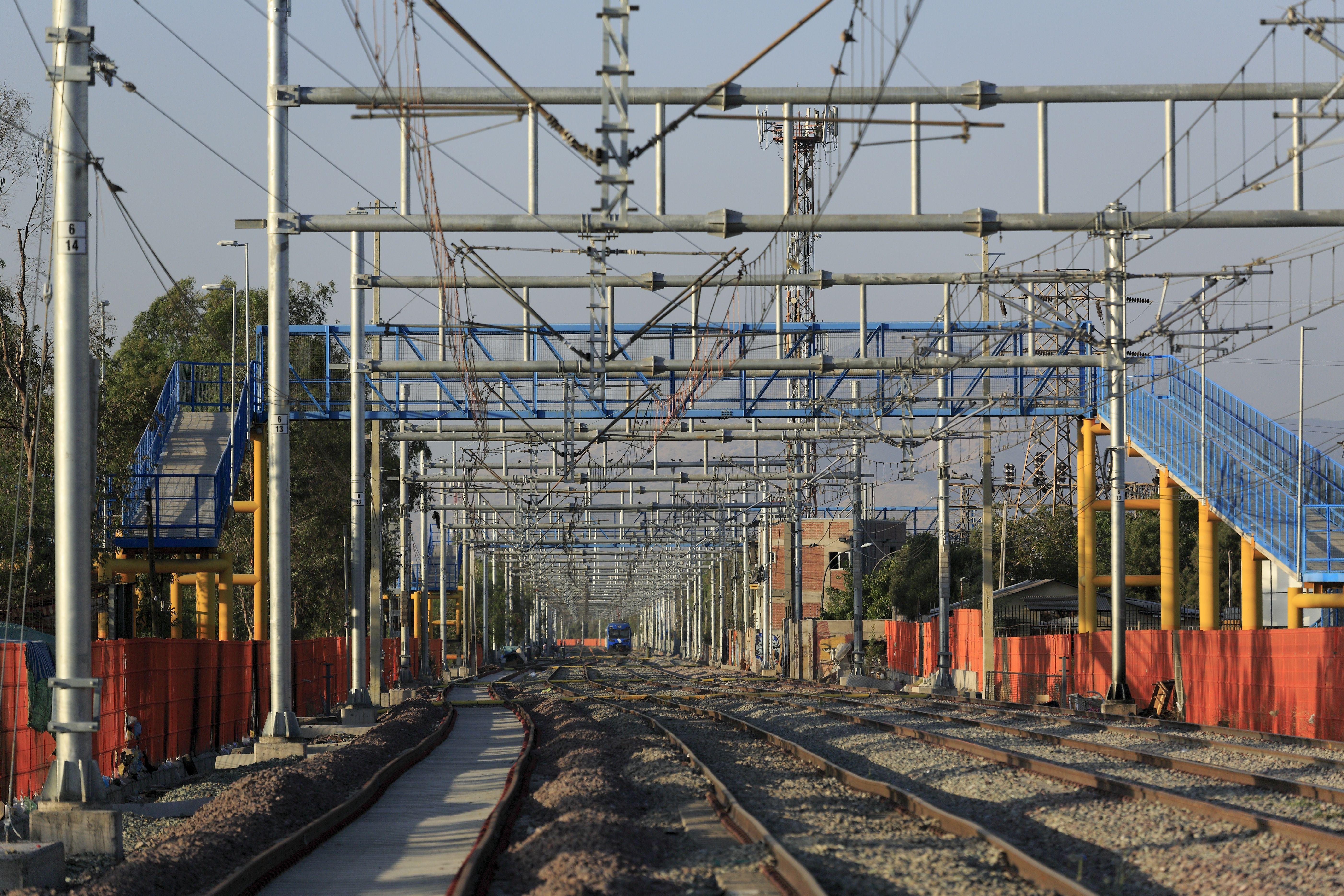
El lugar actual de la matanza.

La Matanza de la población José María Caro ocurrió el 19 de noviembre de 1962, durante una protesta convocada por la Central Única de Trabajadores (CUT) en Chile, los vecinos de la zona cercana a la vía férrea Santiago–Puerto Montt cortaron la vía en apoyo a la huelga. Las fuerzas de Carabineros y soldados de la Fuerza Aérea reprimieron violentamente a los manifestantes, resultando en seis muertos y cientos de heridos. La cantautora Violeta Parra compuso la canción "La carta" en memoria de su hermano Roberto, encarcelado por protestar contra el gobierno.
En ese momento, Chile aparentaba ser un país sin problemas, especialmente después de la exitosa séptima edición de la Copa Mundial de Fútbol en 1962. Sin embargo, el país enfrentaba dificultades económicas y políticas bajo el gobierno de Jorge Alessandri Rodríguez, marcado por alzas de precios, reajustes salariales insatisfactorios y represión.
La CUT intensificó sus acciones, convocando a un paro nacional el 19 de noviembre de 1962, que se desarrolló con éxito, paralizando las actividades fundamentales del país. En la población José María Caro, los vecinos tomaron la vía férrea en protesta, resultando en un enfrentamiento con Carabineros y soldados que culminó en una masacre.
El ministro del Interior atribuyó los incidentes a "extremistas" y reportó la muerte de seis "provocadores", entre ellos Elisa Ramírez, Juan Barrera, Ricardo Cubillos, Nemesio Barraza, Hipólito Brevis y Jorge Miranda, junto con 40 heridos y numerosos detenidos. La tragedia es conmemorada anualmente en la población José María Caro con actos culturales organizados por la municipalidad y movimientos sociales.